# Petropawliwka (Kupjansk)
Petropawliwka (ukrainisch Петропавлівка; russisch Петропавловка Petropawlowka) ist ein Dorf in der ukrainischen Oblast Charkiw mit etwa 2400 Einwohnern (2001).
Das 1680 als Bauernhof gegründete Dorf erhielt 1872 seinen heutigen Namen.
Die Ortschaft liegt auf einer Höhe von 106 m am Ufer der Hnylyzja (Гнилиця), einem 13 km langen, linken Nebenfluss des Oskol, 8 km östlich vom Rajonzentrum Kupjansk und etwa 125 km östlich vom Oblastzentrum Charkiw.
Durch das Dorf verläuft die Regionalstraße P–07.
Im Verlauf des Ukrainekrieges wurde der Ort im Februar 2022 durch russische Truppen besetzt und kam im Zuge der Ukrainische Gegenoffensive in der Ostukraine im September 2022 wieder unter ukrainische Kontrolle.

## Verwaltungsgliederung
Am 12. Juni 2020 wurde das Dorf zum Zentrum der neugegründeten Landgemeinde Petropawliwka (Петропавлівська сільська громада/Petropawliwska silska hromada). Zu dieser zählen auch die 15 in der untenstehenden Tabelle aufgelistetenen Dörfer sowie 1 Ansiedlung, bis dahin bildete es zusammen den Dörfern Kutscheriwka und Synkiwka die gleichnamige Landratsgemeinde Petropawliwka (Петропавлівська сільська рада/Petropawliwska silska rada) im Osten des Rajons Kupjansk.
Folgende Orte sind neben dem Hauptort Petropawliwka Teil der Gemeinde:
| Name                     | Name                | Name                                         |
| ukrainisch transkribiert | ukrainisch          | russisch                                     |
| ------------------------ | ------------------- | -------------------------------------------- |
| Berestowe                | Берестове           | Берестовое (Berestowoje)                     |
| Iwaniwka                 | Іванівка            | Ивановка (Iwanowka)                          |
| Jahidne                  | Ягідне              | Ягодное (Jagodnoje)                          |
| Kotljariwka              | Котлярівка          | Котляровка (Kotljarowka)                     |
| Krochmalne               | Крохмальне          | Крахмальное (Krachmalnoje)                   |
| Kutscheriwka             | Кучерівка           | Кучеровка (Kutscherowka)                     |
| Kyliwka                  | Кислівка            | Кисловка (Kislowka)                          |
| Mykolajiwka              | Миколаївка          | Николаевка (Nikolajewka)                     |
| Nowa Tarassiwka          | Нова Тарасівка      | Новая Тарасовка (Nowaja Tarassowka)          |
| Orljanka                 | Орлянка             | Орлянка                                      |
| Pischtschane             | Піщане              | Песчаное (Pestschanoje)                      |
| Satyschne                | Затишне             | Затишное (Satischnoje)                       |
| Stepowa Nowoseliwka      | Степова Новоселівка | Степовая Новоселовка (Stepowaja Nowoselowka) |
| Synkiwka                 | Синьківка           | Синьковка (Sinkowka)                         |
| Tabajiwka                | Табаївка            | Табаевка (Tabajewka)                         |